# Carpio de Azaba
Carpio de Azaba ist ein Ort und eine nordspanische Gemeinde (municipio) mit 112 Einwohnern (Stand: 2024) in der Provinz Salamanca in der Autonomen Gemeinschaft Kastilien und León. Neben dem Hauptort Carpio de Azaba gehören die Ortschaften Aldeanueva de Azaba, Aldehuela, Fonseca, Hincapié, Manzano und Palacios.

## Geografie
Carpio de Azaba liegt etwa 125 Kilometer westsüdwestlich von Salamanca in einer Höhe von ca. 681 m am Río Azaba. Durch die Gemeinde führt die Autovía A-62.

## Bevölkerungsentwicklung
| Jahr      | 1900 | 1950 | 1960 | 1970 | 1981 | 1991 | 2001 | 2011 | 2021 |
| Einwohner | 451  | 486  | 385  | 233  | 195  | 119  | 110  | 114  | 116  |

## Sehenswürdigkeiten
- Kirche der Unbefleckten Empfängnis (Iglesia de Nuestra Señora de la Concepción)

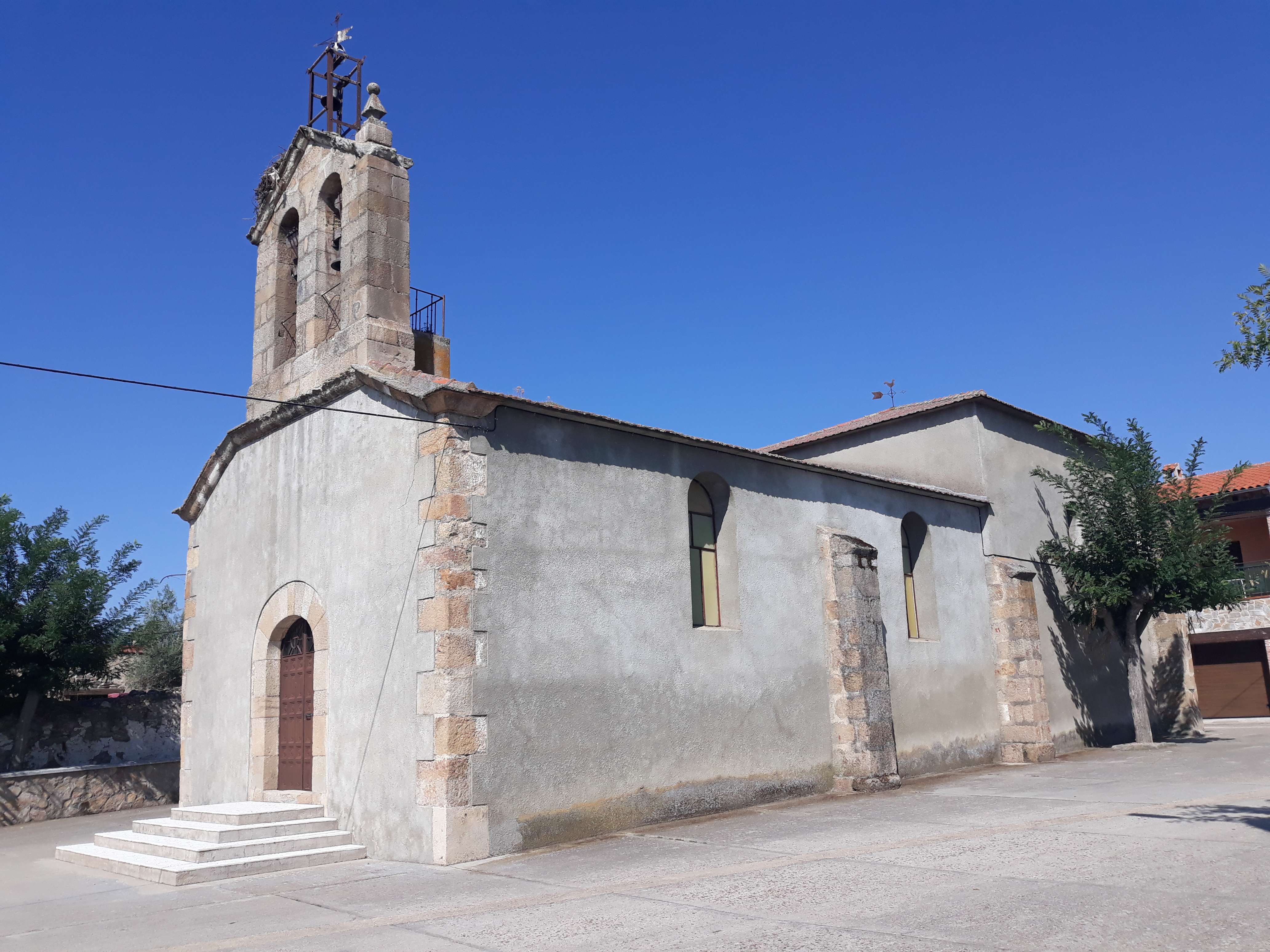
Kirche der Unbefleckten Empfängnis
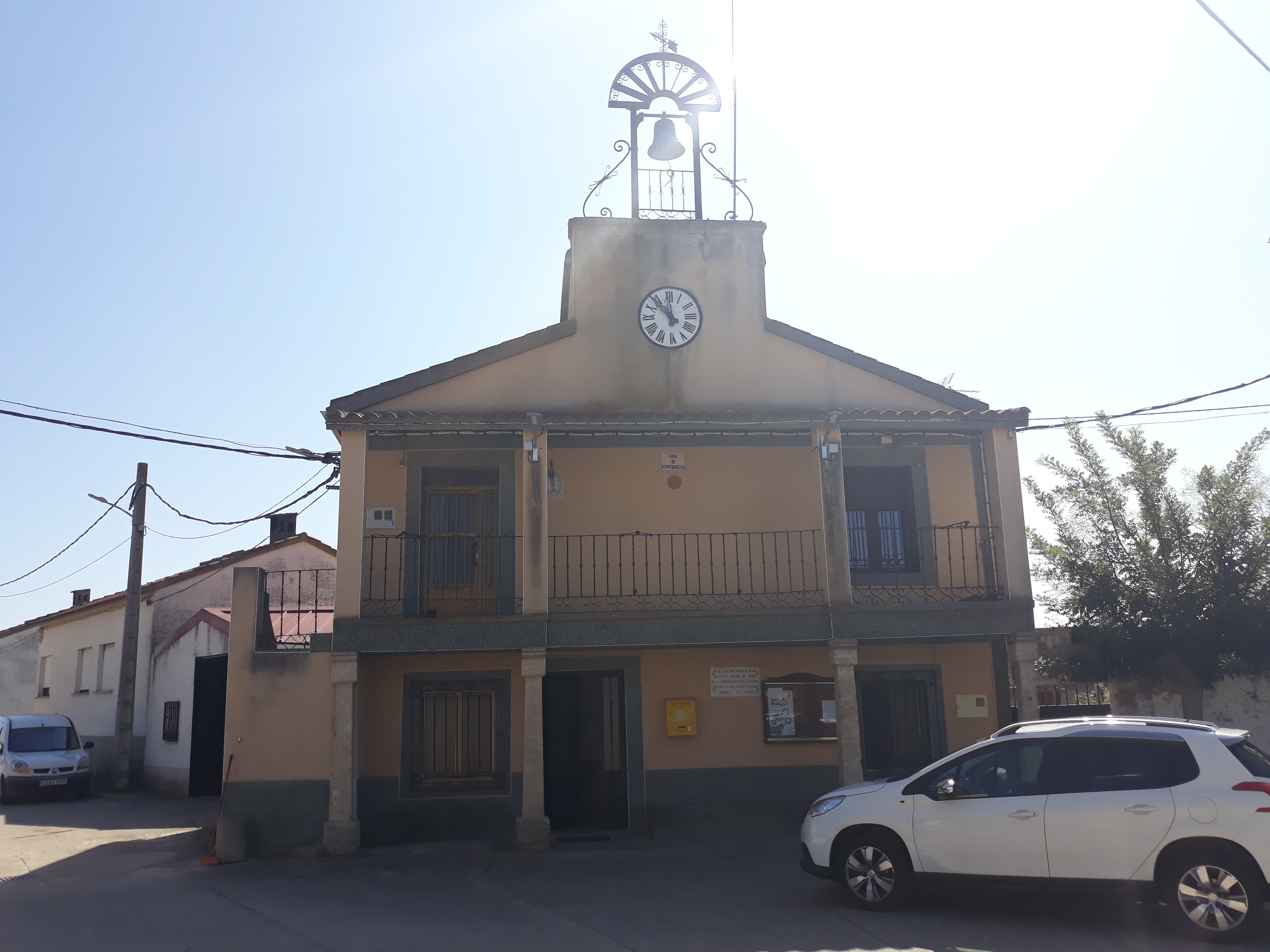
Rathaus